# José María Bulart
José María Bulart Ferrándiz (Barcelona, 19 de noviembre de 1900-Madrid, 11 de diciembre de 1981) fue un sacerdote español, notable por haber sido capellán y confesor de Francisco Franco durante 39 años.

## Biografía
Fue hijo de Pedro Bulart y Remedios Ferrándiz. Tuvo varios hermanos: Pedro, empresario textil y bibliófilo; Ana y María de los Remedios, monjas reparadoras; Carmen, monja concepcionista; María Teresa, maestra y Montserrat que casaría y después de quedar viuda, murió joven en La Coruña.
Estudió en el mismo colegio que Josep Dencàs, que llegaría ser un notable miembro de Esquerra Republicana de Catalunya.
Siguió la carrera eclesiástica, siguiendo sus estudios en el seminario de Barcelona, donde sería compañero de Juan Tusquets. Cantó su primera misa el 5 de julio de 1925 en la capilla de las concepcionistas situadas en el número 252 de la calle de Valencia, en Barcelona. Los primeros momentos de su carrera fueron en paralelo con los de su protector, Enrique Plá y Deniel. Este último era obispo de Ávila y nombraría a Bulart, notario-archivero de su diócesis.
Hacia octubre de 1936 Francisco Franco pidió un capellán para su Casa Civil a Enrique Plá y Deniel, por entonces obispo de Salamanca, donde se encontraba precisamente el cuartel general del bando sublevado. Plá y Deniel señalaría al que era su secretario, José María Bulart. El historiador Julián Casanova ha señalado que Bulart acompañaba a menudo al dictador mientras éste firmaba el «enterado» de las condenas a muerte de los represaliados republicanos, y que aquél bromeaba sobre este asunto con frases como «¿Qué? ¿enterrado?». Bulart, además, acostumbraba a tirar a la papelera las cartas que le llegaban pidiendo clemencia para los sentenciados.
En 1956 sería el encargado de celebrar la ceremonia religiosa con la que Televisión Española inició sus emisiones.
Continuó su labor como responsable de la cura pastoral del palacio de El Pardo y como capellán de Franco hasta la muerte de este el 20 de noviembre de 1975. Posteriormente continuaría actuando como capellán de la viuda de Franco, Carmen Polo, al menos hasta 1976. Además fue rector de la iglesia del Buen Suceso de Madrid desde 1942, y párroco de su parroquia bajo el título del Corpus Christi de 1953 a 1981.
Fue aficionado a la música clásica, admirando especialmente al húngaro Béla Bartók.
Murió en 1981.

### Individuales
1. 1 2  Cárcel Ortí, Vicente (2016). «Documentos vaticanos sobre la Iglesia en Cataluña de 1926 a 1939». Analecta sacra tarraconensia: Revista de ciències historicoeclesiàstiques (89): 519. ISSN 0304-4300.
2. ↑  Cárcel Ortí, Vicente (2009). «El Nuncio Gaetano Cicognani En La España Nacional (1938-1939)». Archivum Historiae Pontificiae 47: 277-430. ISSN 0066-6785. Consultado el 24 de julio de 2023.
3. ↑  Casanova, Julián (2008) [2002]. «Morir, matar, sobrevivir: la violencia en la dictadura de Franco». Barcelona: Editorial Crítica. p. 21. ISBN 978-84-8432-506-2.
4. ↑  «TVE, «para servir a Dios y a la política española»». ABC (periódico). 6 de abril de 2010.
5. ↑  Villatoro, Manuel P. (3 de junio de 2023). «La entrevista en la que el capellán que confesaba a Franco desveló los secretos más íntimos del dictador». ABC (periódico). Consultado el 24 de julio de 2023.
6. ↑  «Esquela». ABC (periódico). 12 de diciembre de 1987. p. 87.
7. ↑  Tusquets, Esther (6 de febrero de 2013). Habíamos ganado la guerra. Penguin Random House Grupo Editorial España. ISBN 978-84-666-4575-1. Consultado el 24 de julio de 2023.